# ゴーティエ3世・ド・ヴェクサン
ゴーティエ3世・ド・ヴェクサン（Gautier III de Vexin, 1020年ごろ - 1063年）は、ヴェクサン伯およびアミアン伯（在位：1035年 - 1063年）、メーヌ伯（在位：1062年 - 1063年）。

## 生涯
ゴーティエ3世は、ヴェクサン伯およびアミアン伯ドルーと、イングランド王エゼルレッド2世の娘ゴーダ（ゴドギフ）との間の息子である。
1030年、父ドルーがジュミエージュ修道院に寄進した証人として出廷し、1035年に伯位を継承した。ゴーティエ3世は父の政策、すなわちカペー家およびノルマンディー公国との良好な関係を継承したが、1052年に両者の関係が破綻したことで、この政策に問題が生じることとなった。当初は両者の間で中立を保とうとしたが、1057年にアンリ1世の陣営に加わった。
ゴーティエ3世はメーヌ伯エルベール1世の娘ビオタと結婚したが、子供はいなかった。ただし、ウィリアム2世を殺害したウォルター・ティレルの父とも考えられている。
1062年、妻の甥であるメーヌ伯エルベール2世が死去し、メーヌをノルマンディー公ギヨーム2世（後のイングランド王ウィリアム1世）に遺贈したが、メーヌの領主たちはこれを拒否して反乱を起こし、アンジュー公ジョフロワ3世の支持を得てゴーティエ3世をメーヌ伯に選出した。ギヨーム2世はメーヌの征服を開始し、要塞を次々と陥落させ、最終的にル・マンを占領し、ゴーティエ3世とビオタを捕らえた。二人はファレーズに幽閉され、そこで謎の死を遂げた。
ゴーティエ3世の死はギヨーム2世に二つの利益をもたらした。第一にメーヌ伯を排除したこと、第二にゴーティエ3世はゴーダ（ゴドギフ）の子女のうち唯一生存していた子であり、エドワード懺悔王の死後、イングランド王位継承権を主張する可能性のある人物であったことである。
従兄弟であるヴァロワ伯ラウル4世は、フランス王が奪取したポントワーズとショーモン＝アン＝ヴェクサンの町を除いて、ヴェクサン伯領とアミアン伯領を継承した。